# Somme d'ensembles
Pour les articles homonymes, voir Somme.
Ne doit pas être confondu avec la notion de somme (disjointe) d'ensembles, ou réunion disjointe en théorie des ensembles

Une illustration de la définition d'un ensemble de sommes sur plusieurs ensembles de 4, avec des tailles différentes

En mathématiques, la somme d'ensembles est une opération qui possède deux définitions légèrement différentes selon l'usage qui en est fait.

## En algèbre
En algèbre, dans un demi-groupe M dont l'opération est notée additivement, la somme A + B de deux sous-ensembles A et B est l'ensemble
Cette opération munit l'ensemble des parties de M d'une structure de demi-groupe dans lequel l'ensemble vide est absorbant. Si M possède un élément neutre 0, alors le singleton {0} est l'élément neutre pour l'opération induite.
C'est cette notion qui est utilisée dans les ensembles sans somme et la conjecture de Cameron-Erdős.
C'est aussi cette notion qui intervient en algèbre linéaire, sous le nom de somme de Minkowski ou de somme de deux sous-espaces vectoriels.
On définit de même A1 + … + An. Lorsque les Ak sont tous égaux à un même ensemble A, cette somme est notée nA dès que le contexte dissipe toute confusion avec l'image de A par l'homothétie de rapport n.

## En théorie additive des nombres
En théorie additive des nombres, la somme A ⊕ B de deux ensembles d'entiers naturels A et B est définie comme l'ensemble de toutes les sommes d'un élément de A avec un élément de B, en même temps que les éléments de A et de B, c'est-à-dire :
Si 0 appartient à la fois à A et B, alors A ⊕ B coïncide avec A + B.
Cette notion est employée notamment dans la densité de Schnirelmann et dans l'énoncé du théorème des quatre carrés de Lagrange.